# 維多利亞和阿爾伯特兒童博物館
V&A兒童博物館（英語：Young V&A；原名V&A Museum of Childhood）是位於英國倫敦東區的一座兒童博物館。這座博物館也是維多利亞和阿爾伯特博物館的分館之一。

## 历史
博物館開業於1872年。自1920年以來，博物館定位為專業收藏兒童有關藏品的博物館。現在V&A兒童博物館是英國規模最大的兒童博物館。

## 外部連結
- 官方网站
- Interactive 360° virtual tour